# Joy Global
Joy Global Inc. était une entreprise américaine faisant partie de l'indice NASDAQ-100. La société fabriquait des pelles géantes, des bandes transporteuses et des semoirs géants destinés à l'industrie des mines, principalement de charbon (60% de sa clientèle en 2014).

## Historique
À partir des années 2010, la société accuse de nombreuses pertes dues à la récession de l'activité minière aux États-Unis. En 2011, la société fait son entrée à la bourse de New York, indexée dans le NASDAQ-100. En décembre 2013, Edward (Ted) L. Doheny, II est nommé président et CEO de Joy Global, remplaçant Michael W. Sutherlinn à ces postes. En juin 2015, le constructeur français de perforateurs hydrauliques Montabert est racheté par Joy Global. En juillet 2015, Joy Global commande la construction d'un nouveau centre de production à Bolton pour un coût de 10 millions de dollars.
En juillet 2016, le Japonais Komatsu rachète Joy Global pour 3,7 milliards de dollars, la plus grosse acquisition de l'entreprise japonaise qui souhaite intensifier sa concurrence avec Caterpillar. En avril 2017, à la suite de la finalisation de son acquisition par Komatsu, Joy Global devient Komatsu Mining.